# Alexander Laws
Pour les articles homonymes, voir Laws.
Alexander Laws était un marin américain, qui a servi dans la marine pendant la quasi-guerre et la première guerre barbaresque au début du XIXe siècle.

## Biographie
Laws a été nommé aspirant (midshipman) le 15 mai 1800. Il a servi sur le navire USS Ganges pendant la quasi-guerre avec la France. Renvoyé le 12 août 1801 en vertu du Peace Establishment Act, il est à nouveau nommé aspirant le 25 août 1802. D'abord affecté à la frégate Constitution, il se porte volontaire pour participer à l'audacieuse expédition menée par le lieutenant Stephen Decatur Jr. pour monter à bord de la frégate américaine Philadelphia, capturée et amarrée "à une demi-portée de fusil du château du Pacha" dans le port de Tripoli, et pour la brûler.
Le 16 février 1804, Decatur place son commandement, le ketch Intrepid, à côté de la frégate capturée et, comme l'écrira plus tard le capitaine Edward Preble, "d'une manière courageuse et digne d'un officier, monte à bord et la porte contre toute opposition..." L'attaque audacieuse des Américains se déroule dans le silence. "Pas un seul coup de mousquet ou de pistolet n'a été tiré de notre côté", rapporte Preble, "tout [a été accompli] par l'épée et le tomahawk". Laws servait sous les ordres du lieutenant James Lawrence qui, avec l'aspirant Thomas Macdonough et dix hommes (tous avertis "de n'utiliser les armes à feu qu'en cas de nécessité urgente"), s'empara du pont d'amarrage et des entrepôts avant du Philadelphia. Alors que les "Tripolines" perdent entre 20 et 30 hommes au cours de cette action que Lord Horatio Nelson aurait qualifiée d'"acte le plus audacieux de l'époque", les 70 volontaires de Decatur ne comptent qu'un seul blessé lorsqu'ils s'emparent du navire pour commencer à le détruire par le feu.
Après une période de service détaché dans des canonnières (du 26 août au 19 octobre 1804) pendant le siège de Tripoli, le Laws est détaché du Constitution le 29 novembre 1804 et affecté à la frégate Congress, où il exerce les fonctions de second capitaine.
De retour aux États-Unis le 5 décembre 1805 après avoir servi en Méditerranée, il est affecté au service marchand le 15 août 1806. Finalement nommé lieutenant le 8 janvier 1807, il démissionne de son poste, ce qui est accepté le 13 avril 1807.

## Hommage
En son honneur, la Marine des États-Unis (US Navy) a nommé un destroyer de la classe Fletcher USS Laws (DD-558) en service pendant la Seconde Guerre mondiale.

## Source
- (en) Cet article est partiellement ou en totalité issu de l’article de Wikipédia en anglais intitulé « USS Laws » (voir la liste des auteurs).